# Trichacis dracula
Trichacis dracula är en stekelart som beskrevs av Lubomir Masner 1983. Trichacis dracula ingår i släktet Trichacis och familjen gallmyggesteklar. Inga underarter finns listade i Catalogue of Life.